# Nicolae Chirtoacă
Nicolae Chirtoacă (n. 22 martie 1953, Glodeni, RSS Moldovenească, URSS) este un analist politic, politician și diplomat din Republica Moldova. Din august 2006 până în decembrie 2009 el a fost ambasador al Republicii Moldova în Statele Unite, între 2007-2009 fiind prin cumul și ambasador în Mexic, Brazilia și Canada. Din 2010 este președinte al consiliului de administrație al Institutului Independent de Studii Strategice, iar între 21 aprilie 2013 și decembrie 2015 a fost președinte și membru-fondator al Partidului Forța Poporului (PFP), până la redenumirea acestuia în Partidul „Platforma Demnitate și Adevăr”.

## Biografie
Între anii 1977 și 1990 Chirtoacă a lucrat în diferite structuri ale forțelor armate ale URSS. În 1990, a fost director general al Departamentului de stat pe probleme militare, devenind mai apoi ministru al Apărării, după ce Republica Moldova și-a proclamat independența la 27 august 1991.
Nicolae Chirtoacă a jucat un rol important în crearea Armatei Republicii Moldova, fiind autorul principalelor legi din domeniu.
Între anii 1991-1993 a fost consilier principal de stat al președintelui Republicii Moldova Mircea Snegur pe probleme militare, iar în 1993-1994 a fost consilier prezidențial pe probleme politice. A reprezentat țara la adunarea Consiliului de cooperare Nord-Atlantică a NATO la nivel de ambasadori.
În 1993 a fost membru-fondator al formațiunii politice „Convenția Liberală din Moldova”, pe care a și condus-o la început.
Din 1994 până în 2006, Nicolae Chirtoacă a fost președintele consiliului de administrare a Centrului Euro-Atlantic din Moldova, o organizație independentă, specializată pe probleme de politică, relații și securitate internaționale ale Republicii Moldova.
În 1999 a activat în calitate de consilier al prim-ministrului Republicii Moldova, Ion Sturza, iar în perioada 1999-2006 a fost director al Colegiului Invizibil, director al Institutului pentru Politici Europene.
Din august 2006 până în decembrie 2009 el a fost ambasador al Republicii Moldova în Statele Unite, între 2007-2009 fiind prin cumul și ambasador în Mexic, Brazilia și Canada.
Fiind în funcția sa de ambasador în SUA, după protestele din aprilie 2009, Chirtoacă a luat deschis apărarea guvernării comuniste și a acțiunilor acesteia împotriva protestatarilor.
Despre Chirtoacă presa scria că în perioada 1977-1990 a fost angajat al GRU (serviciul de informații militare al URSS) și că a făcut parte din cei 47 de spioni sovietici expulzați de la Ambasada URSS din Franța în 1983, dar și că Nicolae Chirtoacă a fost una dintre persoanele cheie care au negociat cu Rusia acordul de încetare a focului în conflictul de pe Nistru în 1992. În decembrie 2015, el a declarat despre asta:
„Prostii. Eu am făcut public ca am lucrat în serviciul de inteligență, cred că se vede acest lucru. Și eu le spun cretinilor aceștia agresivi: eu am primit acceptul guvernului SUA de a fi numit în calitate de ambasador în termen de 2 săptămâni. Considerați că m-ar fi acceptat dacă ar luat în calcul toată mizeria, tot idiotismul acestor diletanți, cu toate poveștile lor tâmpite cu care manipulează opinia publică?”—Nicolae Chirtoacă pentru ProTV
Din 2010 este președinte al consiliului de administrație al Institutului Independent de Studii Strategice, iar între 21 aprilie 2013 și decembrie 2015 a fost președinte și membru-fondator al Partidului Forța Poporului (PFP), până la redenumirea acestuia în Partidul „Platforma Demnitate și Adevăr”.
Este căsătorit și are doi copii. Este absolvent al Facultății de Arhitectură și Urbanism a  Universității Tehnice a Moldovei și doctor în filosofie. Activează și ca profesor cumulard la catedra Științe Politice a Institutului de Relații Internaționale din Moldova.